# كاستياداس
كاستياداس، (بالإنجليزية: Castiadas)‏، هي بلدية، في مقاطعة جنوب سردينيا، في منطقة سردينيا الإيطالية، وتقع على بعد حوالي 35 كيلومترا (22 ميل) شرق كالياري. تأسست في القرن الرابع عشر، وأعيد توطينها في القرن التاسع عشر، بعد قرون من الهجر، وهي جزء من منطقة سرابوس-جيري التاريخية. كان يسكنها إيطاليون تونسيون، معظمهم من أصل صقلي، هاجروا هنا من بنزرتن 1965.

## السكان
في سنة 1861 بلغ عدد السكان 504 نسمة، وتطور العدد ليصل في سنة 2011 لـ 1٬507 نسمة.
يظهر هذا المخطط البياني تطور النمو السكاني لـ كاستياداس